# Marsdenia acuminata
Marsdenia acuminata là một loài thực vật có hoa trong họ La bố ma. Loài này được (Roxb.) I.M. Turner mô tả khoa học đầu tiên năm 1995.